# Judäische Wüste
Die Judäische Wüste oder Wüste Juda (hebräisch מִדְבַּר יְהוּדָה Midbar Jəhūdah, arabisch صحراء يهودا, DMG Ṣaḥrāʾ Yahūdā) ist eine Halbwüste in Israel und dem Westjordanland. Sie liegt zwischen dem Judäischen Bergland mit Jerusalem und dem Toten Meer und reicht bis zum nordöstlichen Negev. Sie ist durch Terrassen und Steilhänge geprägt und endet steil abfallend im Jordantal. Zahlreiche Wadis durchschneiden sie von West nach Ost, die teilweise bis zu 600 Meter tief sind.
In der Judäischen Wüste befinden sich viele Klöster. Die bekanntesten sind das Kloster St. Georg im Wadi Qelt und Mar Saba in der Nähe von Bethlehem.
Der Niederschlag dieser Region variiert von 600 Millimetern in der Gegend von Jerusalem bis zu rund 100 Millimetern im Jordantal durch den Regenschatten-Effekt. Eine Studie der Hebräischen Universität Jerusalem hat festgestellt, dass es ein unterirdisches Wasserreservoir unter der Judäischen Wüste gibt. Der Grundwasserleiter beginnt in den judäischen Bergen und fließt in nordöstlicher Richtung auf das Tote Meer zu. Der Grundwasserleiter hat ein durchschnittliches Jahresvolumen von rund 100 Millionen Kubikmeter Wasser. Seine natürlichen Ausflüsse sind beispielsweise in Ain-Feshkha und Ein Gedi.